# Al Smith (fumettista)
Al Smith, nato Albert Schmidt (New York, 21 marzo 1902 – Rutland, 24 novembre 1986), è stato un fumettista statunitense.

## Biografia
Nato a Brooklyn, New York, Smith lavorò all'inizio degli anni venti come fattorino al New York Sun e successivamente al New York World. Durante questo periodo disegnò una striscia quotidiana ambientata nel mondo del lavoro impiegatizio, dal titolo From 9 to 5, distribuita dalla United Feature Syndicate. Il suo nome è inseparabilmente legato alla popolare striscia Mutt and Jeff, alla quale lavorò a partire dal 1932 per circa cinquanta anni. Smith subentrò nella creazione della striscia dopo la morte di Ed Mack che aveva assunto questo ruolo dopo che il suo creatore, Bud Fisher la abbandonò. La firma di Fisher continuò ad apparire comunque fino alla sua morte, avvenuta nel 1954.
Smith disegnò Mutt and Jeff fino al 1980, quando infine l'incarico passò a George Breisacher per gli ultimi due anni della striscia. Introdusse nel dicembre del 1933 il personaggio di Cicero's cat, gatto del figlio di Mutt, che ebbe il proprio spazio come spin-off in apertura della striscia principale nella pagina domenicale.
All'inizio degli anni cinquanta creò la propria agenzia, la Al Smith Feature Service, che produsse strisce principalmente per i settimanali e che, successivamente al suo pensionamento, fu diretta dalle figlie. Smith ha presieduto la National Cartoonists Society dal 1969 al 1971.
Nel 1980 è andato in pensione, ritirandosi a Rutland, cittadina americana nel Vermont, dove è morto all'età di 84 anni.